# Otello (Verdi)
Otello (titlul original: în italiană Otello) este penultima dintre operele compuse de Giuseppe Verdi, pe un libret de mare calitate scris de Arrigo Boito, după celebra piesă Othello a dramaturgului englez William Shakespeare.
Ca și în cazul ultimei sale opere, Falstaff (operă), de asemenea inspirată de tragedia omonimă a Marelui Bard, Falstaff (piesă), a cărei premieră absolută a avut loc la Teatro alla Scala din Milano, la 9 februarie 1893, se observă influența clară wagneriană, trecerea de la opera bazată pe arii și tehnica de interpretare bel-canto, la genul cunoscut ca fiind opera simfonică. 
Din motive de dramaturgie, Verdi a renunțat să mai compună o uvertură acestei opere.
Premiera operei a avut loc la Milano, la Teatro alla Scala, în ziua de 5 februarie 1887. 
Durata operei este de circa două ore și 30 de minute.

## Personajele principale
- Otello, nobil maur, comandantul flotei venețiene (tenor)
- Desdemona, soția lui Otello (soprană)
- Iago, ofițer în slujba lui Otello (bariton)
- Emilia, soția lui Iago, camerista Desdemonei (mezzo-soprană)
- Cassio, căpitan venețian (tenor)
- Roderigo, nobil venețian (tenor)
- Lodovico, ambasadorul Veneției (bas)
- Montano, fost guvernator al Ciprului (bas)
- nobili, ofițeri, soldați, marinari, popor, vestitori, ... [1][2]

## Conținut

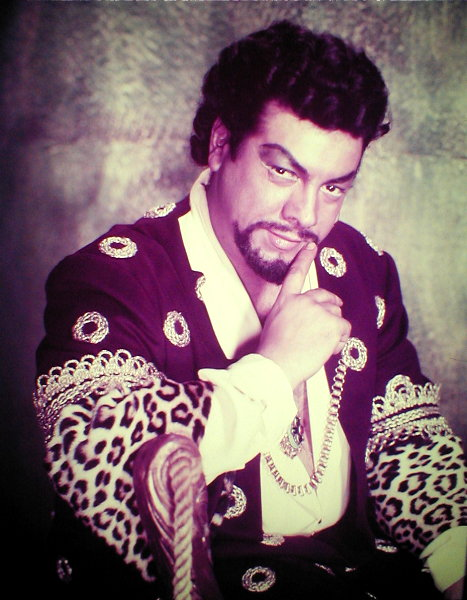
Mario Lanza în rolul lui Otello

### Actul I
În port, lângă palatul lui Otello
Locuitorii insulei Cipru ocupată de venețieni, printre care Cassio și Iago, doi ofițeri ai lui Otello, guvernatorul maur (arab) al insulei, Desdemona, frumoasa soție a acestuia, Roderigo, un tânăr nobil venețian și localnicul Montano se află la malul mării. Toți așteaptă cu înfrigurare întoarcerea navei lui Otello, după o aprigă luptă pe care acesta o purtase împotriva turcilor. Furtuna izbucnește. Corabia apare la orizont, dar se apropie cu greu de țărm. În sfârșit, acostează și, aclamat de mulțime, Otello debarcă și anunță victoria împotriva turcilor. Mulțimea ovaționează, dar doi oameni îl privesc cu dușmănie pe Otello: Roderigo, îndrăgostit de Desdemona și Iago, care își urăște de moarte comandantul fiindcă nu a fost ridicat la rangul pe care socotea că-l merita.
Se aprind focuri și petrecerea începe. Nebănuit de nimeni, Iago urzește un plan diabolic, menit să-l distrugă pe Otello. Îl consolează pe Roderigo, sfătuindu-l să nu piardă speranța împlinirii visurilor sale de dragoste, apoi, același Iago, îl îndeamnă pe Cassio să bea pahar cu pahar, deși, în curând, tânărul căpitan urma să intre de gardă. Perfid, Iago atrage atenția nobilului Montano asupra stării în care a ajuns Cassio și îl cheamă pe Roderigo să adreseze celui amețit cuvinte jignitoare. Cei doi tineri se înfruntă, dar lupta dintre ei este întreruptă de apariția lui Otello și a Desdemonei. Judecându-l aspru pe Cassio, guvernatorul îl destituie. Mulțimea se împrăștie. Rămași singuri, Otello și Desdemona se îmbrățișează cu dragoste.

### Actul II
O terasă a palatului lângă grădină
Pentru că nu a putut obține iertarea stăpânului său, Cassio cere sfatul lui Iago și, la sugestia acestuia, se adresează Desdemonei. Bucuros că totul se desfășoară conform planului, Iago dă glas credinței sale neclintite în forțele răului, vicleniei și minciunii. Apropiindu-se de Desdemona, Cassio îi cere acesteia să-l ajute să obțină iertarea lui Otello. Cei doi tineri sunt zăriți de către maurul căruia, prin vorbe cu două înțelesuri, Iago îi strecoară în suflet gelozia. Locuitorii Ciprului îi oferă Desdemonei flori și daruri. Zâmbind, aceasta se apropie de Otello cerându-i fără ocolișuri, bunăvoința pentru Cassio; Otello o refuză cu duritate. Întâmplarea vine în ajutorul lui Iago. Soția sa, Emilia, a găsit o frumoasă batistă pe care Desdemona o primise de la soțul ei și a pierdut-o. Din dispariția acestei batiste Iago își va face cea mai puternică arma cu care îl va doborî pe Otello. „L-am auzit pe Cassio rostind în somn numele Desdemonei!”, șoptește Iago la urechea lui Otello. „Cassio are batista pe care tu i-ai dăruit-o soției tale!”, continuă el. Otello suferă groaznic și este gata să se răzbune pe aceea care l-a înșelat. Mimând supunere și devoțiune, Iago se obligă să-i mai ofere o dovadă zdrobitoare a necredinței Desdemonei.

### Actul III
Sala mare a palatului
Incertitudinea îl chinuie pe Otello. Nebănuind nimic, Desdemona îi cere, din nou, iertare pentru Cassio. Otello izbucnește cu gelozie și îi cere Desdemonei batista pe care i-o dăruise. Ea nu mai știe unde se află batista. Înnebunit de bănuieli, Otello îi aruncă cuvinte jignitoare și rămâne surd la încercările Desdemonei de a se dezvinovăți. Iago continuă să uneltească: îi propune lui Otello ca, ascuns fiind, să asculte o discuție între el și Cassio. Îndrăgostit de Bianca, dar fără a-i pronunța numele, tânărul comandant îi povestește lui Iago despre întâlnirile sale de dragoste: Iago face în așa fel încât Otello să creadă că femeia despre care Cassio vorbește, cu atâta ușurință, este Desdemona. În plus, Iago strecurase în camera lui Cassio batista Desdemonei pe care acesta o ținea, acum, în mână. Otello este definitiv convins - Desdemona l-a înșelat. Un trimis al Senatului din Veneția, Lodovico, îl anunță pe Otello că este chemat să participe la marele consiliu al Republicii. În timpul absenței, Cassio îl va înlocui pe guvernatorul Ciprului. În prezența ambasadorilor, Otello nu se mai poate stăpâni și își insultă soția. Victoria lui Iago este deplină. În noaptea care va urma, Rodrigo îl va ucide pe Cassio, iar Desdemona va muri și ea.

### Actul IV
Dormitorul Desdemonei
În camera sa, Desdemona se pregătește de culcare, ajutată de Emilia. Chinuită de presimțiri negre, își amintește de un cântec, ascultat în copilărie, cântat de mama sa, cântecul salciei. (Desdemona: Piangea cantando nell'erma landa / „Cântând, plângea pe vatra singuratecă”). După plecarea Emiliei, așteptându-și soțul, tânăra femeie rostește o rugăciune (Ave Maria), apoi adoarme. Otello vine hotărât să o ucidă pe aceea care i-a înșelat dragostea și încrederea. Nimic nu-l poate opri. Desdemona moare rostind, „Sunt nevinovată!”. Agitată, Emilia vine să-și anunțe stăpânii că, lovit de moarte în lupta cu Cassio, Roderigo a dezvăluit toate planurile lui Iago și descoperă îngrozită trupul neînsuflețit al Desdemonei. Atrași de țipetele ei, sosesc Cassio, Iago și Lodovico. În fața tuturor, Emilia mărturisește ceea ce știa despre intriga țesută în jurul batistei pierdute. Otello ordonă arestarea lui Iago, apoi înfigându-și un pumnal în piept se prăbușește alături de cea care a murit nevinovată.

## Distribuția rolurilor la premieră
| Rol                                                                                    | Tipuri de voce | Distribuția premierii, 5 februariw 1887 Dirijor: Franco Faccio |
| -------------------------------------------------------------------------------------- | -------------- | -------------------------------------------------------------- |
| Otello, general maur                                                                   | tenor          | Francesco Tamagno                                              |
| Desdemona, soția sa                                                                    | soprană        | Romilda Pantaleoni                                             |
| Iago, sfătuitorul lui Otello                                                           | bariton        | Victor Maurel                                                  |
| Emilia, soția lui Iago și camerista Desdemonei                                         | mezzo-soprană  | Ginevra Petrovich                                              |
| Cassio, căpitan al lui Otello                                                          | tenor          | Giovanni Paroli                                                |
| Roderigo, un domn din Veneția                                                          | tenor          | Vincenzo Fornari                                               |
| Lodovico, ambasador al Republicii Venețiene                                            | bas            | Francesco Navarini                                             |
| Montano, fost guvernator al Ciprului                                                   | bas            | Napoleone Limonta                                              |
| Un vestitor                                                                            | bas            | Angelo Lagomarsino                                             |
| Corul: soldați și marinari venețieni, precum și locuitori ai Ciprului, adulți și copii |                |                                                                |